# Валентин Пейчев
Валентин Пейчев (роден на 11 януари 1962 г.) е бивш български футболист, защитник, клубна легенда на Добруджа (Добрич). Понастоящем е старши треньор и член на Управителния съвет на ФК Рилци (Добрич).

## Биография
Пейчев е юноша на Спартак (Варна), но почти цялата му професионална кариера преминава в Добруджа (Добрич), където играе общо 15 години. Има 112 мача с 2 гола в А група и 346 мача с 19 гола в Б група. В началото на 90-те години на ХХ век е капитан на Добруджа в А група.
След края на състезателната си кариера започва работа в школата на Добруджа, а впоследствие на три пъти е начело на мъжкия отбор на жълто-зелените. Бил е наставник и на Калиакра (Каварна).